# Werner Egk
Werner Egk (Auchsesheim, cerca de Donauwörth, 17 de mayo de 1901 — Inning, 10 de julio de 1983) fue un compositor y director de orquesta alemán, que se dedicó fundamentalmente al género operistico y al ballet. 
Egk fue un representante del neoclasicismo alemán y de la música moderna para el teatro. Fue uno de los compositores, junto con Carl Orff, que siguió trabajando en Alemania durante los años del nazismo, lo que le ocasionó bastantes problemas acabada la II Guerra Mundial. Fue también un gran defensor de las asociaciones profesionales de defensa de los derechos de los compositores, llegando a ser presidente de la GEMA y del CISAC.

## Biografía
Werner Mayer (más adelante, cambió su apellido por Werner Egk) nació en 1901 en Auchsesheim, un pequeño pueblo bávaro a unos 4 km de Donauwörth, donde pasó la niñez. Fue el tercer hijo de Joseph Mayer, maestro de escuela católico y gran amante de la música, y de Maria Buck, muy interesada en la poesía. En 1908 la familia se trasladó a Augsburgo, capital de Suabia y ciudad universitaria, a unos 40 km del pueblo natal, donde el joven Werner asistió desde 1911 al Gymnasium de St. Stephan de los benedictinos. Aprendió griego y latín, y también leyó a Shakespeare, Goethe, Niestzsche y Dostoievski. En 1912, a los once años, empezó su educación musical, iniciándose en el piano con la hija de un director de coro y siguiendo estudios de forma privada hasta el curso 1919-20, en que se matriculó en el conservatorio de la ciudad («Städtisches Konservatorium für Musik»). 
En el colegio conoció los nuevos movimientos artísticos alemanes, como Die Brücke, de Dresde, o Der Blaue Reiter de Múnich, y se familiarizó con las pinturas de Franz Marc y Wasily Kandinsky. Asistió con frecuencia a conciertos y óperas, siendo las primeras que escuchó Der Freischütz y Tristam und Isolde. En 1920, tras aprobar el examen final de bachillerato en St. Stephan, debió decidir su futuro: su padre quería que ingresase en el servicio de correos, pero él, dotado por igual para la música que para la pintura, optó por la primera. Dejó la casa de sus padres y se trasladó a Erbach (Odenwald), donde siguió con sus estudios de piano (Helberger) y canto (Nieratzki) y también empezó a estudiar de forma sistemática historia de la música. Aquí empezó a componer pequeñas canciones para las que uso poemas de Hofmannsthal, Rilke y Franz Werfel. A finales de año consiguió un empleo como tutor de los hijos del cantante de cámara Heinrich Knote en Pöcking —pequeño pueblo a las afueras de Múnich, situado a orillas del Lago Starnberg— y siguió perfeccionando su formación con cursos de musicología y teoría musical con Friedrich Klose.
En 1921 Egk se trasladó a Múnich y siguió sus estudio de piano con Anna Hirzel-Langenhan, a través de quien conoció a Carl Orff, una de las influencias más importantes de su vida. Con Orff, tan solo seis años mayor que él, estudió teoría, composición y dirección orquestal y será no solo su maestro sino también desde esos días su consejero y uno de sus mejores amigos, aunque con los años la amistad sufrirá los efectos de los celos mutuos. Ese mismo año 1921 trabajó en el Teatro Schaubühne in the Steinicke-Saal, en Schwabing, como director de música incidental, pero también como encargado y pintor de escena. Tras la muerte de su madre volvió durante un corto periodo a Augsburgo, pero regresó nuevamente a Múnich en 1922 para estudiar filosofía en su universidad, al tiempo que asistía a clases de musicología con Adolf Sandberger. Ese mismo año, conoció a la violinista Elisabeth Karl, con quien empezó a dar clases de violín y enseguida, tras unas pocas clases, se casaron al año siguiente, el 29 de marzo, decidiendo cambiar entonces su nombre artístico por el de Werner Egk (acrónimo de «Elisabeth, geborene Karl»; «Elisabeth, nacida Karl»). El 27 de mayo del año siguiente nació su hijo único Titus. 
En la primavera de 1925 padeció una grave enfermedad y ese verano pasó la convalecencia en Italia, primero en Portofino, luego desde septiembre en Rapallo y desde primeros de 1926 en Cavi di Lavagna. La estancia en Italia influyo mucho en el joven músico, que sentirá verdadera pasión por la ópera, el paisaje y el arte italiano. A finales de septiembre regresó a Múnich y empezó a trabajar como director musical de la orquesta del cine "Phöbus-Palast", con la que se que acompañaba la proyección de películas mudas. 
De esta época de formación son sus primera obras, un Cuarteto de cuerda (1923), Musik für Streichinstrumente («Música para instrumentos de cuerda», 1924) y Kleines Symphonie («Pequeña sinfonía», 1926).

## Primeros trabajos
Un año más tarde, buscando conseguir encargos, se trasladó a vivir a Berlín, mientras la familia permaneció en Múnich. Escribió música para la radio, para la "Funkstunde" («Hora de radio»), por encargo de su director Hans Flesch, y también para la "Deutsche Stunde in Bayern" («Hora alemana en Baviera», que luego se convirtió en la Radio Bávara). En julio trabajó con el teatro de marionetas «Marionettentheater Münchner Künstler» y compuso para ellos la obra, Wasif und Akif (1928). Su estancia en Berlín le sirvió para entrar en contacto con la obra de Arnold Schoenberg y Hans Eisler, y asistió a representaciones de Wozzeck de Alban Berg y Die Dreigroschenoper de Kurt Weill, a quien conoció personalmente, y a través de él, a los dramaturgos Erich Mühsam, Jürgen Fehling, Bertolt Brecht y Erwin Piscator. Eso despertó su interés por el género dramático, que desarrollara a lo largo de su vida con la composición prioritaria de ballets y óperas. Egk incluso escribió el mismo la mayoría de los libretos de sus obras, aunque más adelante usará libretos basados en obras de Heinrich von Kleist (Die Verlobung in San Domingo, 1963) o Nikolái Gogol («Der Revisor», 1957). Regresó a Múnich en agosto de ese mismo año 1928.
De 1930 a 1933, Egk trabajó para la radio bávara (Bayerischen Rundfunk), primero como compositor de música incidental para obras documentales como 91 Tage und vier Minuten (1930) ya que Egk comprendió inmediatamente su importancia como medio de comunicación. 
Residente en Locham, Múnich, desde 1931, se unió a un grupo de músicos encabezados por Carl Orff, como Fritz Büchteger y Karl Marx y fundaron la «Asociación de música contemporánea» («Vereinigung für Zeitgenössische Musik»). Gracias a ello conoció a Hermann Scherchen y a los hermanos Strecker, propietarios de la importante editora de música «B. Schott's Söhne», de Maguncia. Ese año Egk completo el oratorio Furchtlosigkeit und Wohlwollen («Intrepidez y benevolencia», 1931, rev. 1959), que fue representado y contó con la producción de Hermann Scherchen con no muy buenas críticas. En 1932, la radiodifusión bávara le propuso realizar componer para ellos una ópera y aceptó con interés el encargo (sería la primera de varias obras teatrales para la radio). Eligió como tema a Cristóbal Colón, y discutió el planteamiento en detalle con Scherchen, que en esa época frecuentemente estaba en Múnich y trabajaba con Egk y con Orff. La obra, titulada Columbus. Bericht und Bildnis («Colón. Noticias y retrato»), combina el estilo de documental histórico, oratorio y ópera, y el estreno radiofónico tuvo lugar el 13 de julio de 1933. (La obra fue luego adaptada para una versión escénica que se estrenó en Fráncfort del Meno, en el Städtische Bühnen, el 13 de enero de 1942; más tarde fue revisada en 1951 para una reposición en Berlín, en la Städtische Oper, y fue estrenada el 17 de mayo). En diciembre de 1932 firmó un contrato con la editorial Schott para la obra "Quattro canzoni", siendo el inicio de una colaboración que mantuvo toda su vida.
En ese momento ya se reconocen en la obra de Werner Egk sus principales influencias musicales: la principal, la de Ígor Stravinski, pero también las de Carl Orff y Hermann Scherchen. Con el ascenso de los nazis al poder en 1933, Scherchenn se marcha a Winterthur y pese a que Egk lo visitó en alguna ocasión, el contacto entre ambos se fue perdiendo.
En la Radio Bávara también empezó su carrera como director de orquesta, cuando en 1935 fue nombrado director residente, un puesto que desempeñó también entre 1936 y 1940 como «Kapellmeister» de la Staatsoper Unter den Linden de Berlín. Ensuite il a baissé en tant que compositeur indépendant dans les environs de Múnich, entre 1941 y 1945 fue director la sección específica de los compositores de la STAGMA (Sociedad nacional de gestión de los derechos musicales) del Consejo de música del Reich (Reichsmusikkammer).
En 1934, tras acabar su contrato como compositor libre con la Radio Bávara, abordó su siguiente obra, esta vez una ópera para la escena, Die Zaubergeige, («El violín mágico») que fue estrenada el 22 de mayo de 1935 en Fráncfort del Meno con gran éxito y que se convirtió en una de las óperas más populares de Alemania en los años siguientes —fue programada en Hannover, Mannheim, Hamburgo, Halle, Coburg, Krefeld y Nuremberg—. Fue la obra que marcó el principio de su carrera internacional como compositor de ópera. Influenciado por las canciones tradicionales bávaras, compuso una música de naturaleza diatónica que compaginaba bien con las directrices estéticas prescritas por Joseph Goebbels para la Reichsmusikkammer. Dentro de esos límites, Egk fue capaz de realizar muy buenas caracterizaciones de los personajes, mediante el uso de ritmos de danza y subrayados cromáticos. No a todos gustó ya que Paul Hindemith lo calificó de repulsivo en su mayor grado. «Las más tontas melodías de danzas populares y armonías con unas pocas disonancias».
La organización de los juegos encargó a Orff y a Egk la composición de la música para los Juegos Olímpicos de Verano de 1936. (Egk, además, recibió una medalla de oro olímpica en la categoría de música orquestal. También recibió algunos premios más del régimen nazi, como uno de los tres premios de música del «Music Festival Days», recibido de las propias manos de Goebbels el 19 de mayo de 1939). 
A principios de 1936 Egk conoció a Heinz Tietjen, entonces director de la Ópera del Estado de Prusia de Berlín («Preußischen Staatsoper Berlin») y el 9 de marzo fue nombrado director musical de la misma, un puesto que desempeñó hasta finales de 1940. Comenzó a trabajar en una nueva producción del Don Carlo de Giuseppe Verdi y conoció a Heinrich Strobel, con quién mantendrá una gran amistad hasta la muerte de Strobel en 1970, amistad que le será de mucha ayuda tras la guerra.
En 1937, a mediados de junio, formó parte de la delegación alemana en el congreso de París de la CISAC, estancia que aprovechó para conocer a Arthur Honegger. Una orden ministerial del 17 de diciembre de ese año reconoce por fin legalmente el apellido Egk para toda su familia.
Su siguiente ópera Peer Gynt (1936-37) se basó en la obra teatral de Henrik Ibsen y fue estrenada el 24 de noviembre en la Ópera del Estado de Prusia. Tras el estreno Egk fue objeto de ataques políticos en la prensa del partido y gracias a que el propio Adolf Hitler asistió a una representación, y parece aprobó la obra, se le permitió seguir. En 1939 se programó otra nueva representación de Peer Gynt en los «Días del Festival musical del Reich» en Düsseldof, por intercesión de Tietjen, pero luego la obra no volvió a ser repuesta.
También compuso varios ballets, como Joan de Zarissa, estrenado en la Berlin Staatsoper el 20 de enero de 1940 y luego programado en la Gran Ópera de París en 1942, en un estreno que dirigió personalmente y que fue grabado por la radio francesa, que le entrevisto para la ocasión. La obra se representó en el París ocupado entre 1942 y 1944 unas treinta veces. También se representó en una versión en francés Peer Gynt, con traducción de André Coeuray, el 4 de octubre de 1943. Algunas críticas firmadas por Henri Sauguet o Emile Vuillermoz fueron buenas, pero conviene no olvidar que se producían en un París ocupado. Durante esos viajes que hizo a París, conoció a Jean Cocteau y planeo hacer una ópera una vez terminase la guerra con Jean Giraudoux. A finales de año, su hijo Titus fue movilizado y enviado al frente el 22 de diciembre, poco antes de la Navidad, una circunstancia que le afectó mucho. Su hijo desapareció en la Guerra y las últimas noticias que tuvo de él fueron en enero de 1945, siendo luego dado por desaparecido en el frente del Este. 
En 1941 fue designado Presidente del departamento de compositores en el «Reichsmusikkammer». («Leiter der Fachschaft Komponisten» der STAGMA (Staatlich anerkannte Gesellschaft für musikalische Aufführungsrechte)), puesto que desempeñó hasta la finalización de la guerra en 1945. (Egk siguió tras la su defensa valerosa de las derechos de los compositores, trabajando en puestos importantes en el GEMA y en sociedades internacionales de gestión de derechos: desde 1950, Presidente de los compositores en el GEMA; desde 1954, Presidente de la Asociación alemana de compositores; y desde 1968, Presidente del Consejo alemán de la música).

## Después de la guerra
Acabada la guerra, y aunque nunca perteneció al partido nazi, fue sometido al proceso de desnazificación, que duró hasta que el tribunal lo exoneró en 1947, reconociendo que los trabajos que había desempeñado fueron su única forma de vivir y continuar componiendo. Su papel durante los años de nazismo siguió siempre presente y desembocó a finales de los años 1960 a una crítica personal hacia su persona.
Acabada la guerra Egk se esfuerza en conseguir la unión de los compositores alemanes para restablecer la sociedad alemana de gestión derechos.
En 1946 volvió a encontrar a Heinrich Strobel, al frente de la Südwestfunk en Baden-Baden, que le encargó su siguiente obra, el ballet Abraxas. Fue estrenado en versión de concierto por la Südwestfunk Baden-Baden el 7 de diciembre de 1947. El estreno escénico de Abraxas en el Prinzregententheater de Múnich en 1948, atrajo una atención especial, cuando después de cinco representaciones, el 6 de junio, fue prohibido por el ministro bávaro de asuntos culturales, Alois Hundhammer. 
En 1947 se reencuentra con Heinz Tietjen en Berlín y conoció a Boris Blacher y Hans Heinz Stuckenschmidt. Fue un periodo muy fructífero para Egk que supuso el renacer y despegue de su carrera, ya que en cinco años compuso además dos nuevos ballets —Ein Sommertag (1950) y Die chinesische Nachtigall (1953)— y varias obras orquestales, como la Primera Sonata para orquesta (1948), la Französische Suite (Suite francesa, estrenada por Eugen Jochum en 1950) y Allegria (1952).
En 1950 a 1953 fue «Director del departamento de enseñanza superior de música de Berlín Oeste» («Direktor der Hochschule für Musik in West-Berlin»), puesto que simultáneo con la su labor como docente de composición (fue director de la escuela desde el 30 de marzo al 15 de mayo de 1953, en que se hizo cargo Boris Blacher). En 1954, se convirtió en el presidente de la Asociación alemana de compositores, cofundada por él y presidente del Consejo de vigilancia («Deutschen Komponistenverbandes und Vorsitzender des Aufsichtsrates») del GEMA, siendo entre 1969 y 1971 presidente del Consejo de Música Alemana («Deutschen Musikrates»). En 1976, en París, fue elegido primer presidente alemán de la CISAC, para un mandato de dos años. 
En 1951 firmó un contrato de tres años con la Bayerische Staatsoper y el 17 de octubre de ese año fue nombrado miembro de la «Bayerische Akademie der Schönen Künste». Los días 20 y 21 conoció personalmente a Stravinski, una de las influencias estilísticas claves de su vida. (También estudió con él y con Luigi Nono en septiembre de 1957).
En octubre de 1954 el Staatsintendant Rudolf Hartmann le encargo ensayar y dirigir todas los representaciones de óperas y ballets en la Ópera del Estado de Baviera, un contrato anual que fue renovado año tras año hasta el 31 de agosto de 1972, dieciocho después, durante el mandato del sucesor de Hartmann, el Staatsintendant Günther Rennert. 
En mayo de 1955 adquirió una parcela en Inning (Ammersee) y al año siguiente, 1956, en octubre, comenzaron las obras de la que sería su nueva casa que finalizaron a finales de diciembre de 1958. Ese año dirigió como director invitado en Berlín Este, Viena, Stuttgart, Augsburgo y París.
Esos años y los siguientes vieron el nacimiento de nuevas óperas: el 6 de mayo de 1953 estrenó Die chinesische Nachtigall en el Deutsches Museum de Múnich; el 17 de agosto de 1955, Irische Legende en el Festival de Salzburgo; el 9 de mayo de 1957 Der Revisor en el Schwetzigen Festival; el 27 de noviembre de 1963, Die Verlobung in San Domingo en el National Theatre de Múnich; el 2 de junio, 17 Tage und 4 Minuten en el Württembergisches Staatstheater de Stuttgart; el 28 de noviembre de 1963, Casanova in London en el Múnich Nationaltheater.
Esos años también realizó largos viajes: de enero a marzo de 1959, viajó a las Indias occidentales y estudió en Nueva York con Dimitri Mitrópoulos; en septiembre atendió una invitación del gobierno soviético y viajó a Leningrado y Moscú; A principios de 1967 realizó un largo viaje a Sudáfrica y en septiembre visitó Bucarest por invitación del Festival Georges Enescu. En 1966 fue nombrado miembro correspondiente de la Deutsche Akademie der Künste de Berlín Este. El 19 de octubre de 1968 fue elegido Presidente del Consejo de Música alemán.
A partir de 1970, en la última etapa de su vida, Egk compuso fundamentalmente obras instrumentales, siendo las más destacadas la Second Orchestral Sonata (1969), Divertissement for ten wind instruments (1974) y Five Pieces for Wind Quintet (1975). En 1971 dimitió como presidente del Consejo Alemán de Música. A principios de octubre de 1972, los Egk se trasladaron a vivir a Aarau (Suiza), pero regresaron en septiembre de 1974 a Inning. En 26 de febrero de 1975 se estrena en su honor en Ausburgo, la nueva versión de Irische Legende.
Su esposa Elisabeth, ya enferma desde el verano de 1968, falleció el 12 de diciembre de 1978 y fue enterrada en Donauwörth. En el año 1981 se organizaron varios homenajes con ocasión de su ochenta cumpleaños: el 18 de mayo una matiné de música de cámara a cargo de la Bavarian State Orchestra en el Cuvilliéstheater; el 22 de mayo una ceremonia en Donauwörth y el 24 en Augsburg. Werner Egk falleció el 10 de julio de 1983 en Inning, a los 82 años de edad. Por expreso deseo suyo, fue enterrado en el cementerio municipal de Donauwörth, junto a su mujer.

## Distinciones
Por su obra musical, que cubre casi cada todos los géneros musicales, Egk ha recibido muchos premios y distinciones a lo largo de su carrera. Los más importantes fueron los siguientes:
- 1943 - Martial Merit Order, junto con los músicos Michael Raucheisen, Hans Knappertsbuch y Elly Ney.
- 1950 - Premio de las artes de Berlín («Berliner Kunstpreis», concedido el 28 de marzo de 1949 y recibido el 18 de marzo de 1950).
- 1959 - Gran Cruz por servicios distinguidos de la República Federal de Alemania (enero).
- 1961 - Medalla de Oro de las ciencias y artes de la ciudad de Múnich (23 de mayo).
- 1961 - Premio Ludwig Spohr de la ciudad de Braunschweig (17 de noviembre).
- 1962 - Orden del mérito de Baviera («Bayerischen Verdienstorden», 26 de junio de 1962).
- 1966 - Medalla de Oro de las ciencias y artes de la ciudad de Munich («Goldenen Medaille für Kunst und Wissenschaft der Stadt München», 20 de mayo de 1966).
- 1970 - Estrella de la Gran Cruz por servicios distinguidos de la República Federal de Alemania («Stern zum Großen Verdienstkreuz der Bundesrepublik Deutschland», 7 de septiembre de 1970).
- 1972 - Concesión Honoraria de las artes de la ciudad de Múnich («Ehrenpreis der Stadt München», 13 de junio de 1972).

Egk fue distinguido como ciudadano honorífico de Múnich y de Donauwörth (1972). Werner Egk mantuvo a lo largo de su vida una estrecha relación con Donauwörth, al punto de que en 1973 hizo una donación para establecer el Premio Werner Egk, que se entrega desde entonces, cada dos años, y que en su primera edición en 1974 correspondió a Eugen Jochum. Donauwörth decidió construir en 1980 un Centro Werner Egk («Werner Egk-Begegnungsstätte»), que fue abierto en 1982 en presencia del compositor. En 1993 el centro fue trasladado a una nueva sede en el "Museum Island" donde permanece abierto desde entonces al público.

## Catálogo de obras
| Año      | Obra | Tipo de obra                   |
| -------- | --- | ------------------------------ |
| 1920     | Die Glanzperle (T. Däubler), para voz y piano. | Música vocal (piano)           |
| 1921     | Da leben Menschen (R.M. Rilke), para voz y piano | Vocal, voces y piano           |
| 1921     | Ich habe eine gute Tat getan (F. Werfel), para voz y piano. | Música vocal (piano)           |
| 1921     | Komm Trost der Welt, para voz y piano. | Música vocal (piano)           |
| 1921     | Neujahrsnacht 1921, para voz y piano. | Música vocal (piano)           |
| 1921     | Lass das Fragen (H. Hopfer), para voz y piano. | Música vocal (piano)           |
| 1922     | Trío de cuerda, en A (no publicada). | Música de cámara (trío)        |
| 1922     | Cuarteto de cuerda, en a (no publicada). | Música de cámara (cuarteto)    |
| 1922     | Trío, en g, para dos violines y violonchelo (no publicada). | Música instrumental (trío)     |
| 1923     | Am Abend sprach, para voz y piano. | Música vocal (piano)           |
| 1923     | Music for 5 solo string (no publicada). | Música instrumental            |
| 1923     | Stücke, para 3 violines, (no publicada). | Música solista (violín)        |
| 1923     | Herrgott noch ein Stück Brot, para coro (SSTT). | Música coral (capella)         |
| 1923     | Musik für Streichinstrumente, passacaglia. | Música orquestal (cámara)      |
| 1924     | Stücke, para piano. | Música solista (piano)         |
| 1924     | Woher ich's hab (Euringer), para voz y piano. | Música vocal (piano)           |
| 1924     | Wir legen uns zusammern (R. Euringer), para voz y piano. | Música vocal (piano)           |
| 1924     | Weihnachtsspiel. | Música incidental              |
| 1924     | Auf, auf, wach auf, para soprano, 2 clarinetes y dos violines. | Música vocal (instrumentos)    |
| 1925     | Musik für Violine und Klavier (no publicada, frag.). | Música instrumental (dúo)      |
| 1925     | Musik für Violine und Viola (no publicada). | Música instrumental (dúo)      |
| 1925/26  | Musik für kleines Orchester. | Música orquestal               |
| 1926     | Kleine Symphonie. | Música orquestal               |
| 1926     | Violoncello Quartet. | Música instrumental            |
| 1926     | Standmusik. | Música de cámara               |
| 1927     | Adagio misterioso, para orquesta. | Música orquestal               |
| 1927     | Largo, para orquesta. | Música orquestal               |
| 1927     | Presto, para orquesta. | Música orquestal               |
| 1927     | Judenmusik, para orquesta. | Música orquestal               |
| 1928     | Piano Sonata (1928) (no publicada). | Música solista (piano)         |
| 1928     | Wasif und Akif (para el Paul Brands Marionettentheater). | Música incidental              |
| 1928     | Alles wird wieder gross sein (Rilke), para soprano y clarinete. | Música vocal (instrumentos)    |
| 1929     | Kanadisches Intermezzo (Seitz), para barítono, violín, clarinete, clarinete bajo, tuba, xilófono y glockspiel.                                                                                         | Música incidental              |
| 1929     | Zeit im Funk («Tiempo en la radio») oratorio (no publicada). | Música vocal (oratorio)        |
| 1929     | Weihnacht (R. Seitz). | Música incidental              |
| 1929     | 3 Tanzstücke, para percusión y piano. | Música incidental              |
| 1929     | Ein neuer Sender sagt sich an, para narrador y orquesta. | Música incidental              |
| 1929     | Ein Cello singt in Daventry (R. Seitz). | Música incidental              |
| 1930     | Einundneunzig Tage (Egk), para narrador y orquesta. | Música incidental              |
| 1931     | Blasmusik, para vientos. | Música instrumental            |
| 1931     | Blasmusik no. 2, para vientos (no publicada). | Música orquestal               |
| 1931     | Der Löwe und die Maus, ópera para niños. | Música escénica (ópera)        |
| 1931     | Musica per banda. | Música orquestal (banda)       |
| 1931     | Furchtlosigkeit und Wohlwollen [«Intrepidez y benevolencia»]. Oratorio para tenor, coro mixto y orquesta. (rev. 1959).                                                                                 | Música vocal (oratorio)        |
| 1932     | 4 a capella choruses (trad. Ger.). | Música coral (capella)         |
| 1932     | 4 Canzoni, para tenor y orquesta. | Música vocal (orquesta)        |
| 1932     | Música para la obra teatral Otello. | Música incidental              |
| 1932     | Música para la obra teatral Maria Stuart. | Música incidental              |
| 1932     | Die Historie vom Ritter Don Juan aus Barcelona (Nach einem alten Volksspiel) (Egk, after trad.), opera de canciones (Singspiele).                                                                      | Música escénica (ópera)        |
| 1932     | Der Fuchs und der Rabe, ópera para niños. | Música escénica (ópera)        |
| 1933     | Columbus. Bericht und Bildnis, ópera radiofónica («Colón. Noticias y retrato») (Estreno en la Radio bávara, 13 de julio de 1933). (adaptada en 1941 para los escenarios, Frankfurt, Städtische Bühnen, 13 de enero de 1942) (rev., Berlín, Städtische Oper, 17 de mayo de 1951). | Música escénica (ópera)        |
| 1933     | Alias Trebitsch-Lincoln («Das heimliche Reich») (A.J. Lippl). | Música incidental              |
| 1933     | Der Weg [Job der deutsche], ballet. | Música escénica (ballet)       |
| 1933     | 3 Klavierstücke (no publicada). | Música solista (piano)         |
| 1934     | Georgica (4 Bauernstücke) («4 obras campesinas»), para orquesta. | Música orquestal               |
| 1935     | Die Zaubergeige («El violin mágico») (Andersen, según F. Pocci), ópera. (Frankfurt, Städtische Bühnen, 19 de mayo de 1935) (rev. 1954. | Música escénica (ópera).       |
| 1935/36  | Olympische Festitutsik. | Música orquestal               |
| 1936     | All mein Gedanken, para soprano, tenor, 2 oboes, 2 clarinetes, cell, zither, 3 violines y 3 violonchelos.                                                                                              | Música vocal (instrumentos)    |
| 1936     | Geigenmusik, Divertimento para violín y orquesta. | Música orquestal (concertante) |
| 1937     | Mein Vaterland (Klopstock), cantata para coro y orquesta/órgano. | Música vocal (cantata)         |
| 1937     | Natur-Liebe-Tod (L.C.H. Hölty), cantata para barítono y orquesta de cámara. | Música vocal (cantata)         |
| 1937-38  | Peer Gynt (libreto de Egk elaboración libre sobre Ibsen), ópera. (Berlín, Staatsoper, 24 Nov 1938. Dirección de orquesta de Werner Egk).                                                               | Música escénica (ópera)        |
| 1938     | Variationen ber ein altes Wiener Stroplienlied, para soprano coloratura y orquesta. | Música vocal (orquesta)        |
| 1938     | Tango [de «Peer Gynt»]. | Música orquestal (suite)       |
| 1940     | Joan van Zarissa, ballet für Sprecher, gemischten Chor, soprano, barítono y orquesta. (Berlín, Staatoper, 20 de enero de 1940).                                                                        | Música escénica (ballet)       |
| 1940     | Joan von Zarissa. Suite, para dos violines y orquesta. | Música orquestal (suite)       |
| 1940     | Triptychon [del ballet «Joan von Zarissa»], para orquesta. | Música orquestal               |
| 1940     | Trois chansons (C. d'Orléans), para coro a diez voces [del ballet «Joan von Zarissa»]. | Música coral (capella)         |
| 1944     | Circe (según «El mayor encanto amor» de Pedro Calderón de la Barca), ópera. (Berlín, Staatoper, 18 de diciembre de 1948) [rev. 1965-66, como «17 Tage und 4 Minuten»].                                 | Música escénica (ópera)        |
| 1947     | Piano Sonata, 1947. | Música solista (piano)         |
| 1946     | Abraxas (según el poema de danza de Heinrich Heine), Faust-Ballett (Stuttgart, 7 de diciembre de 1947; Münich, Staatsoper, 6 de junio de 1948).                                                        | Música escénica (ópera)        |
| 1947     | La tentation de Saint Antoine (según arias y versos del siglo XVIII), para contralto y cuarteto de cuerda. (rev. A, str qt, str orch, 1952, mixed chorus, orch, 1978). (Adaptado como ballet en 1969). | Música vocal (instrumentos)    |
| 1947-488 | Orchester-Sonate no. 1. | Música orquestal               |
| 1948     | Música de la película Der Herr vom anderen Stern (Heinz Rhmann). | Música incidental (película)   |
| 1948     | Abraxas (Egk según el poema coreográfico Doktor Faust de Heine) (arr. as Konzertsuite, orch). | Música escénica (ballet)       |
| 1948     | Abraxas. Suite de ballet | Música orquestal (suite)       |
| 1949     | Französische Suite («Suite francesa») (según Rameau). (como ballet en 1952) | Música orquestal (suite)       |
| 1950     | Ein Sommertag [«Un Día de verano»], ballet (Paul Strecker basado en Clementi y Kuhlau) (Berlín, Städtische Oper, 11 de junio de 1950).                                                                 | Música escénica (ballet)       |
| 1952     | Allegria, Godimento in 4 tempi, para orquesta. (arreglado como ballet en 1953). | Música orquestal               |
| 1952     | Französische Suite nach Rameau («Suite francesa según Rameau»), ballet. [basado en la «Französische Suite», 1949].                                                                                     | Música escénica (ballet)       |
| 1952     | Die chinesische Nachtigall («El Ruiseñor chino») (Egk, según Hans Christian Andersen), ballet. (Múnich, Deutsches Museum, 20 de mayo de 1953; Múnich, Prinzregentheater).                              | Música escénica (ballet)       |
| 1953     | Nachgefühl. (según Klabund) Cantata para soprano y orquesta. | Música vocal (cantata)         |
| 1953     | Chanson et romance, para soprano y orquesta. | Música vocal (orquesta)        |
| 1953     | Divertimento, para cuerdas. [del ballet «Die chinesische Nachtigall»]. | Música instrumental            |
| 1954     | Irische Legende («Leyenda Irlandesa») (sobre textos de William Butler Yeats), ópera. (Salzburgo, Kleines Festspielhaus, 17 de agosto de 1955) (rev. 1969-70).                                          | Música escénica (ópera)        |
| 1956     | Der Revisor («El revisor») (según la obra homónima de Nikolái Gogol), ópera. (Schwetzingen, Schloss, 9 de mayo de 1957, estrenado en el Festspiele).                                                   | Música escénica (ópera)        |
| 1959     | Variationen über ein karibisches Thema, para orquesta. (también ballet con el título Danza, 1960) | Música orquestal               |
| 1960     | Danza, ballet (de la obra 'Variationen ber ein karibisches Thema'). | Música escénica (ballet)       |
| 1961     | Die Nachtigall, divertimento, para cuarteto de cuerdas [de la obra «Die chinesische Nachtigall»]. | Música de cámara (cuarteto)    |
| 1961-62  | Die Verlobung in San Domingo (según la obra homónima de Heinrich von Kleist) («Las bodas en Santo Domingo»), ópera (Múnich, Staatsoper, 27 de noviembre de 1963).                                      | Música escénica (ópera)        |
| 1966     | 17 Tage und 4 Minuten (Siebzehn Tage und vier Minuten) («17 días y 4 minutos») (según Calderón), ópera semibufa. (Stuttgart, Staatsoper , 2 de junio de 1966). (es una reelaboración de Circe)         | Música escénica (ópera)        |
| 1966-68  | Casanova in London (Egk), ballet. (Múnich, 1969)) | Música escénica (ballet)       |
| 1969     | Englische Suite [de «Casanova in London»]. | Música orquestal (suite)       |
| 1969     | Orchester-Sonate no. 2. | Música orquestal               |
| 1972     | Moira, para orquesta. | Música orquestal               |
| 1973/74  | Divertissement, para diez vientos. | Música instrumental            |
| 1974     | Fünf Stücke, para quinteto de viento. | Música instrumental            |
| 1975/76  | Polonaise, Adagio und Finale, ob, eng hn, cl, hn, bn, str qt, db. | Música instrumental            |
| 1979     | Spiegelzeit, para orquesta. | Música orquestal               |
| 1979/80  | Musik für eine verschollene Romanze. Ouvertüre , para orquesta. | Música orquestal (suite)       |
| 1980     | Die Zaubergeige. Ouvertüre in einer Fassung für Bläser (for pic + fl, ob, ob + eng hn, 2 cl, tpt, 2 hn, 2 bn).                                                                                         | Música orquestal (suite)       |
| 1980-81  | Der Revisor. Suite, para trompeta y orquesta de cámara. | Música orquestal (suite)       |
| 1981     | Canzona, para violonchelo y orquesta. | Música orquestal (concertante) |
| 1982/83  | Arreglo de la Sinfonía Concertante, de W.A. Mozart, para 2 oboes, 2 clarinetes, 2 hn, 2 bn, 2 db. | Música instrumental            |
| 1983     | Nachtanz über ein Thema aus dem 16 Jahrhundert (Obra póstuma), para orquesta. | Música orquestal               |
| -        | Concierto de violín y orquesta. (no publicada) | Música orquestal (concierto)   |
| -        | Wie bin ich vorgespannt, para voz y piano. | Música vocal (piano)           |
| -        | Peer Gynt. Suite, para soprano y orquesta. | Música vocal (orquesta)        |
| -        | Welt wie bist du klein [frag.], para voz y piano. | Música vocal (piano)           |
| -        | Schwesterlein, wann geh'n wir nach Haus, para voz y piano. | Música vocal (piano)           |
| -        | Spinnerlied, para voz y piano. | Música vocal (piano)           |
| -        | Im Grünen zu singen (H. von Hofmannsthal), para voz y piano. | Música vocal (piano)           |
| -        | Ein Stündlein wohl vor Tag, para voz y piano. | Música vocal (piano)           |

### Escritos
- 1953: Abstrakte Oper Nr. 1 - Libreto de la ópera de Boris Blacher.
- 1958: Das Zauberbett - Comedia.
- 1960: Musik, Wort, Bild. Múnich, 1960 - Colección de ensayos.
- 1960: Opern, Ballette, Konzertwerke. Maguncia, 1966.
- 1973: Die Zeit wartet nicht. Künstlerisches, Zeitgeschichtliches, Privates aus meinem Leben. Percha am Starnberger See, 1973. Mainz/München 1981, ISBN 3-442-33059-9. - Autobiografía.